# Tre plus to
Tre plus to (russisk: Три плюс два, translit.: Tri pljus dva) er en sovjetisk spillefilm fra 1963 af Genrikh Oganesjan. Filmen er en romantisk komedie baseret på et skuespil af Sergej Mikhalkov og er en co-produktion mellem det Moskva-baserede Gorkij Film Studio og det sovjet-lettiske Riga Film Studio.

## Handling
Filmen foregår i datidens Krim, hvortil tre venner fra Moskva er taget på campingferie ved kysten. De slår sig ned et øde sted, hvor de nyder den primitive livsstil, men pludselig dukker to uinviterede gæster op - Zoja og Natasja – der mener at have retten til stedet, hvor de tre unge mænd camperer. De to kvinder forsøger at få de tre mænd til at forlade stedet ved at gøre opholdet utåleligt for dem. Efter mange genvordigheder slutter parterne fred. 